# Aleksander Horošilov
Aleksander Viktorovič Horošilov (rusko Александр Викторович Хорошилов), ruski alpski smučar, 16. februar 1984, Jelizovo, Rusija.
Horošilov je nastopil na olimpijskih igrah v letih 2006, 2010 in 2014. Najboljšo uvrstitev je dosegel na igrah leta 2014, ko je bil v slalomu štirinajsti. V sezoni 2014/15 se je na slalomu v Leviju prvič uvrstil v deseterico z osmim mestom, 14. decembra 2014 pa je dosegel prvo uvrstitev na stopničke s tretjim mestom v Åreju. Svojo prvo zmago v Svetovnem pokalu pa je osvojil na nočni tekmi 8.slaloma sezone 2014/15,ko je 27.januarja 2015 v Schladmingu na svoji 122 tekmi v Svetovnem pokalu z rekordno razliko na tekmah v Schladmingu (prednost 1.44 sekunde) pred drugim južnim Tirolcem Stefanom Grossom. To je bila tudi 1.Ruska zmaga na tekmah Svetovnega pokala v alpskem smučanju

## Stopničke v svetovnem pokalu
| Sezona  | Prizorišče | Datum            | Disciplina | Uvrstitev |
| ------- | ---------- | ---------------- | ---------- | --------- |
| 2014/15 | Åre        | 14.december 2014 | slalom     | 3.        |
| 2014/15 | Schladming | 27.januar 2015   | slalom     | 1.        |